# Merrick oder die Schuld des Vampirs

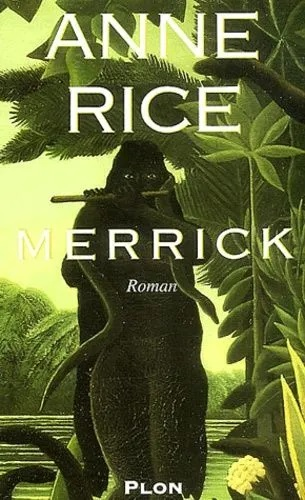
Cover der ersten französischen Ausgabe von Merrick von Anne Rice, im Verlag Plon (2002). Illustration entnommen aus dem Gemälde "Die Schlangenbeschwörerin" des Künstlers Henri Rousseau (1907).

Der Roman  Merrick oder die Schuld des Vampirs (Originaltitel:  Merrick) von der amerikanischen Schriftstellerin Anne Rice wurde im Jahre 2000 veröffentlicht und ist das siebente Buch aus der Chronik der Vampire.
Im Mittelpunkt der Erzählung steht die Hexe Merrick Mayfair und der Wunsch des Vampirs Louis de Ponte du Lac, ihm bei einer Geisterbeschwörung zu helfen.

## Inhalt des Vampirromans
Der Vampir David Talbot, ehemals Generaloberst der Geheimorganisation Talamasca, tritt an die Hexe Merrick Marie Louise Mayfair heran, um sie zu bitten, für den Vampir Louis de Ponte du Lac den Geist des im 19. Jahrhundert ermordeten Vampir-Kindes Claudia zu rufen.
Hierbei berichtet David, wie Merrick als junges Mädchen nach dem Tod der Großen Nananne im Ordenshaus der Talamasca in Oak Haven (am Rande von New Orleans) von Aaron Lightner aufgenommen wurde sowie über ihre Fähigkeiten als Hexe. Auch Merricks erste Reise nach Guatemala, die sie zusammen mit ihrer Mutter Cold Sandra, ihrem Stiefvater Matthew Kemp und ihrer Schwester Honey in the Sunshine unternommen und wie sie dabei mittelamerikanische Artefakte gefunden hatte, wird thematisiert. Als junge Frau wiederholt sie mit David diese Expedition, während der sie eine antike Jade-Maske finden und intim werden.
Nachdem Merrick ihre Hilfe bei der Beschwörung von Claudia zugesichert hat, trifft sie sich mit David und Louis in dem Haus der Großen Nananne in einem heruntergekommenen Stadtteil New Orleans, wo Louis in eine starke Zuneigung zu Merrick verfällt. Ihr gelingt es mithilfe von persönlichen Gegenständen des Vampir-Kindes Claudia ihren Geist zu rufen, der jedoch Louis verletzt und ihm schwere Vorwürfe macht.
Nach einigen Tagen treffen David, Merrick und Louis wieder zusammen; jedoch hatte Louis daraufhin Merrick in einen Vampir verwandelt und sich selbst der Sonne ausgesetzt, die ihn jedoch nicht getötet hat.
Durch die Hilfe von Lestat de Lioncourt, der aus seinem leblosen und komatösen Zustand erwacht war, gelingt es ihnen, Louis wieder zu heilen. Danach gesteht Merrick, sowohl Louis als auch David mit einem Bindezauber belegt zu haben, um ein Vampir zu werden. Danach erhalten sie einen Brief der Talamasca, die nun ihre passive Haltung aufgibt und Lestat offen bedroht, woraufhin dieser widerwillig mit David und Merrick New Orleans verlässt.

## Erzählsituation und Zeitebene
Erstmals in der Chronik wird ein Roman von David Talbot aus der Ich-Perspektive geschildert, wobei auch in diesem Werk zwischen Rahmen- und Binnenerzählung unterschieden wird: Die zeitlich vorangehende Lebensgeschichte der Hexe Merrick bildet den Kern der Erzählung, wodurch eine neue Figur eingeführt und deren Charakter beschrieben wird, und ist äußerlich durch die Bitte an Merrick, die Treffen der drei, die Geisterbeschwörung und den Konflikt mit der Talamasca eingerahmt.

## Bezüge zur Chronik
In Davids Bericht über die Aufnahme der jungen Merrick bei der Talamasca wird mehrmals über Merricks Verwandten Onkel Julien gesprochen, der ein mächtiger Hexenmeister war und zu den weißen Mayfairs des Garden Districts gehörte.
Dieser erscheint sowohl im Roman Blackwood Farm Quinn Blackwood als auch in Hohelied des Blutes Lestat als Geist und greift durch seine Handlungen in die Geschichte ein.

## Bezüge zur Reihe „Die Mayfair-Hexen“
Ebenfalls durch die Einführung der Figur des Onkels Julien verknüpft Rice einige Aspekte aus ihrer Reihe „Die Mayfair-Hexen“ (1990–1994) mit dem Roman über Merrick.
Jedoch bleiben die Verbindungen zwischen den weißen Mayfair-Hexen zu den schwarzen relativ vage und es kommt nur hinsichtlich ihrer gemeinsamen familiären Herkunft zu Überschneidungen.

## Rezensionen
Die New York Times kritisierte zwar, dass Rice versäumt hatte, für die neuen Leser hinreichend Hintergrundinformationen zu den vergangenen Erzählsträngen und Charakteren zu liefern, aber lobt die Vampire, die schöner als je zuvor dargestellt wären.
Die Entertainment Weekly hingegen bemängelt nur Rices Schreibstil, der jemandem entspräche, der Englisch vor einigen Jahrhunderten von einem anmaßenden Ausländer gelernt hätte.

## Textausgabe
- Rice, Anne: Merrick oder die Schuld des Vampirs. Hoffmann und Campe 2003, ISBN 3-455-06264-4.

## Sekundärliteratur
- Katherine Ramsland / Anne Rice. Prism Of The Night, A Biography of Anne Rice. New York: Penguin, 1994.
- Gary Hoppenstand / Ray B. Browne. The Gothic World of Anne Rice. Twayne Publishers, 1994.
- Jennifer Smith. Anne Rice - A Critical Companion. Westport: Greenwood Press, 1996.
- George E. Haggerty. "Anne Rice and the Queering of Culture". In: Novel: A Forum on Fiction 32.1, 1998, S. 5–18.
- Erwin Jänsch. „Softie-Vampir Lestat“ in: Das Vampirlexikon, München: Knaur, 2000, S. 232–239.
- Rebecca Cordes. Anne Rice's "Vampire Chronicles" - Myth and History.Osnabrück: Der andere Verlag, 2004.